# 第13偵察戦闘大隊
第13偵察戦闘大隊（だいじゅうさんていさつせんとうだいたい、JGSDF 13th Reconnaissance Combat Battalion）は、陸上自衛隊出雲駐屯地（島根県出雲市）に駐屯する第13旅団隷下の機甲科（偵察戦闘）部隊である。

## 概要
隊長は2等陸佐が充てられ、第13旅団の情報収集専任部隊として第13旅団の行動に必要な情報を偵察警戒車、軽装甲機動車や偵察用オートバイなどの車両や各種偵察用器材を使用して情報収集する任務にあたる偵察中隊と機動戦闘車を装備し戦闘任務にあたる戦闘中隊からなる。

## 沿革
- 2024年（令和06年）3月21日：第13戦車中隊（日本原駐屯地）および第13偵察隊（出雲駐屯地）を廃止・統合し、第13偵察戦闘大隊が出雲駐屯地において編成完結[1]。

## 部隊編成-
- 第13偵察戦闘大隊本部
- 本部管理中隊「13偵戦-本」：16式機動戦闘車、82式指揮通信車、1トン半救急車
- 偵察中隊「13偵戦-偵」：87式偵察警戒車、軽装甲機動車、偵察用オートバイ、地上レーダ装置1号(改) JTPS-P23
- 戦闘中隊「13偵戦-戦」：16式機動戦闘車、96式装輪装甲車、軽装甲機動車、偵察用オートバイ

## 整備支援部隊
- 第13後方支援隊第2整備中隊偵察戦闘直接支援隊「13後支-2整」（出雲駐屯地）：2024年（令和6年）3月21日から

## 主要装備
- 16式機動戦闘車
- 87式偵察警戒車
- 96式装輪装甲車
- 82式指揮通信車
- 軽装甲機動車
- 地上レーダ装置1号(改) JTPS-P23
- 偵察用オートバイ
- 1/2tトラック / 73式小型トラック
- 1 1/2tトラック / 73式中型トラック
- 3 1/2tトラック / 73式大型トラック
- 1トン半救急車
- スカイレンジャー（UAV）
- 89式5.56mm小銃
- M6C-210（60mm迫撃砲）

## 警備隊区
島根県全域